# Alter Annenfriedhof

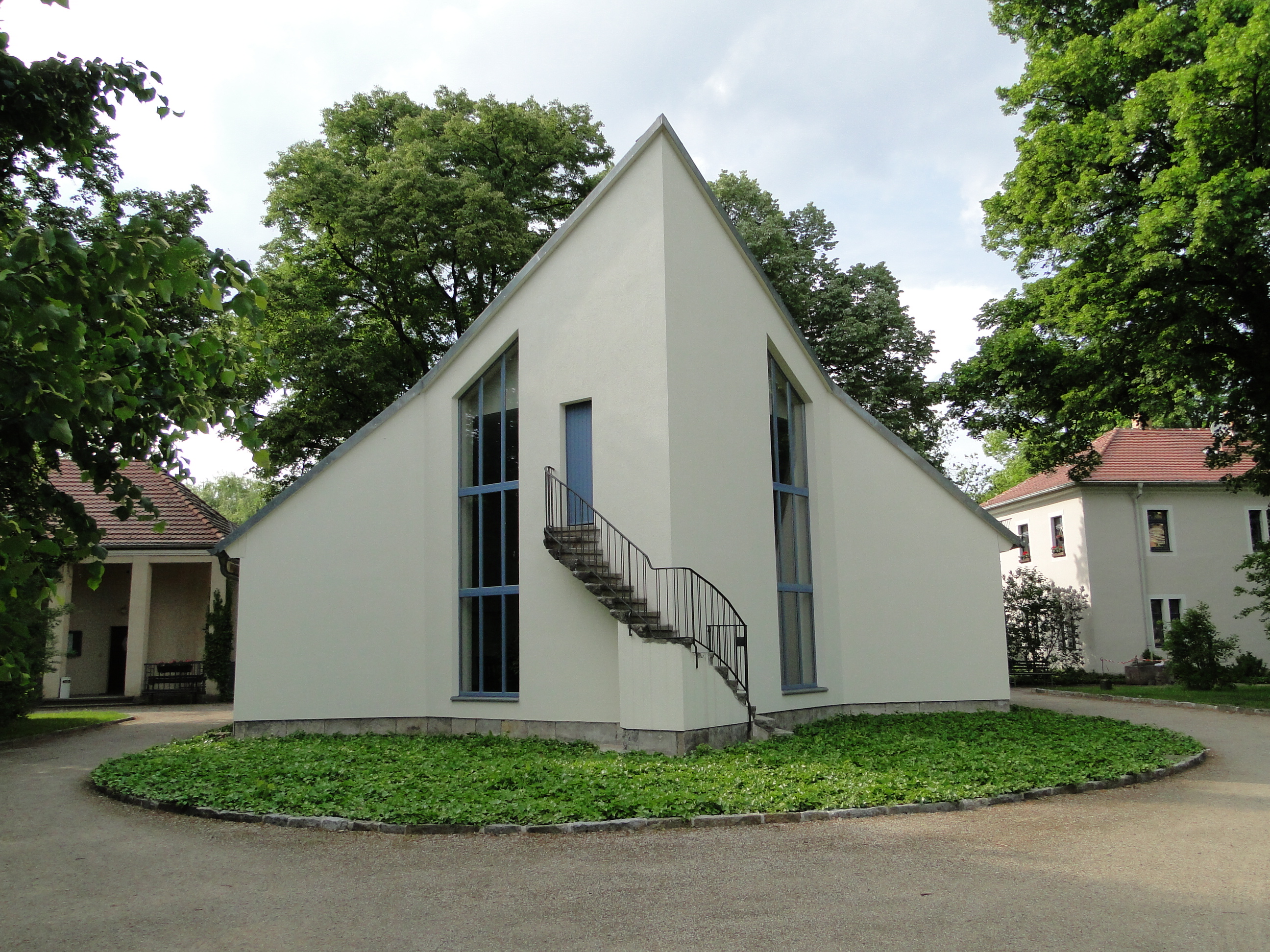
Die 2009 neuerbaute Kapelle

Der Alte Annenfriedhof ist der dritte Annenfriedhof und älteste bestehende Annenfriedhof in Dresden. Er befindet sich im Stadtteil Südvorstadt. Zusammen mit dem Neuen Annenfriedhof gehört er zum Verband der Annenfriedhöfe Dresden. Auf einer Fläche von 3,9 Hektar befinden sich etwa 2320 Grabstellen.

## Geschichte

### Annenfriedhöfe

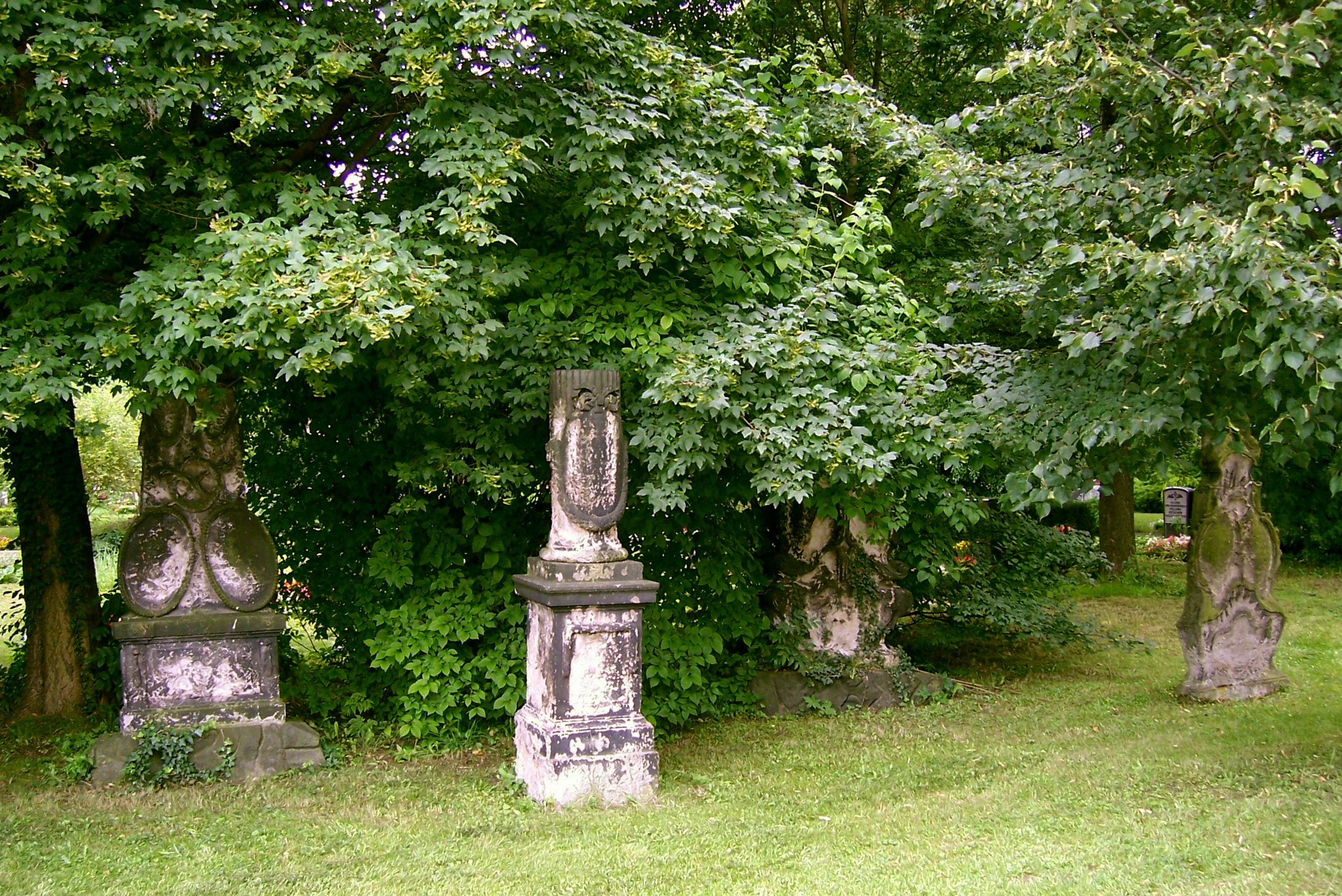
Gräber des zweiten Annenfriedhofs am Eingang des Alten Annenfriedhofs

Der Alte Annenfriedhof ist der dritte Annenfriedhof der Stadt Dresden. Der erste Annenfriedhof wurde 1578 um die Annenkirche als Annenkirchhof angelegt und bis zum Ende des 18. Jahrhunderts genutzt. Im Jahr 1828 erfolgte die Schließung des ersten Annenfriedhofs.
1712 war unweit der Annenkirche am heutigen Sternplatz der zweite Annenfriedhof eingeweiht worden, auf dem in den folgenden Jahren Grüfte errichtet wurden. Er besaß zahlreiche künstlerisch wertvolle Gräber und wurde auch zu einem Ort für Grabsteine des bis 1727 säkularisierten Frauenkirchhofs. Eine Besonderheit des zweiten Annenfriedhofs war, dass er sämtlichen Scharfrichtern Dresdens als letzte Ruhestätte diente. Es fanden sich zudem die Gräber der Kreuzkantoren Johann Christoph Petritz und Basilius Petritz, sowie des Begründers der Blindenbildung in Sachsen, Emanuel Gottlieb Flemming, auf dem Friedhof. Der zweite Dresdner Annenfriedhof wurden 1854 wegen Platzmangels geschlossen und bis 1914 säkularisiert. Grabsteine des zweiten Annenfriedhofs fanden im Eingangsbereich des dritten Annenfriedhofs ihren neuen Standort.

### Alter Annenfriedhof

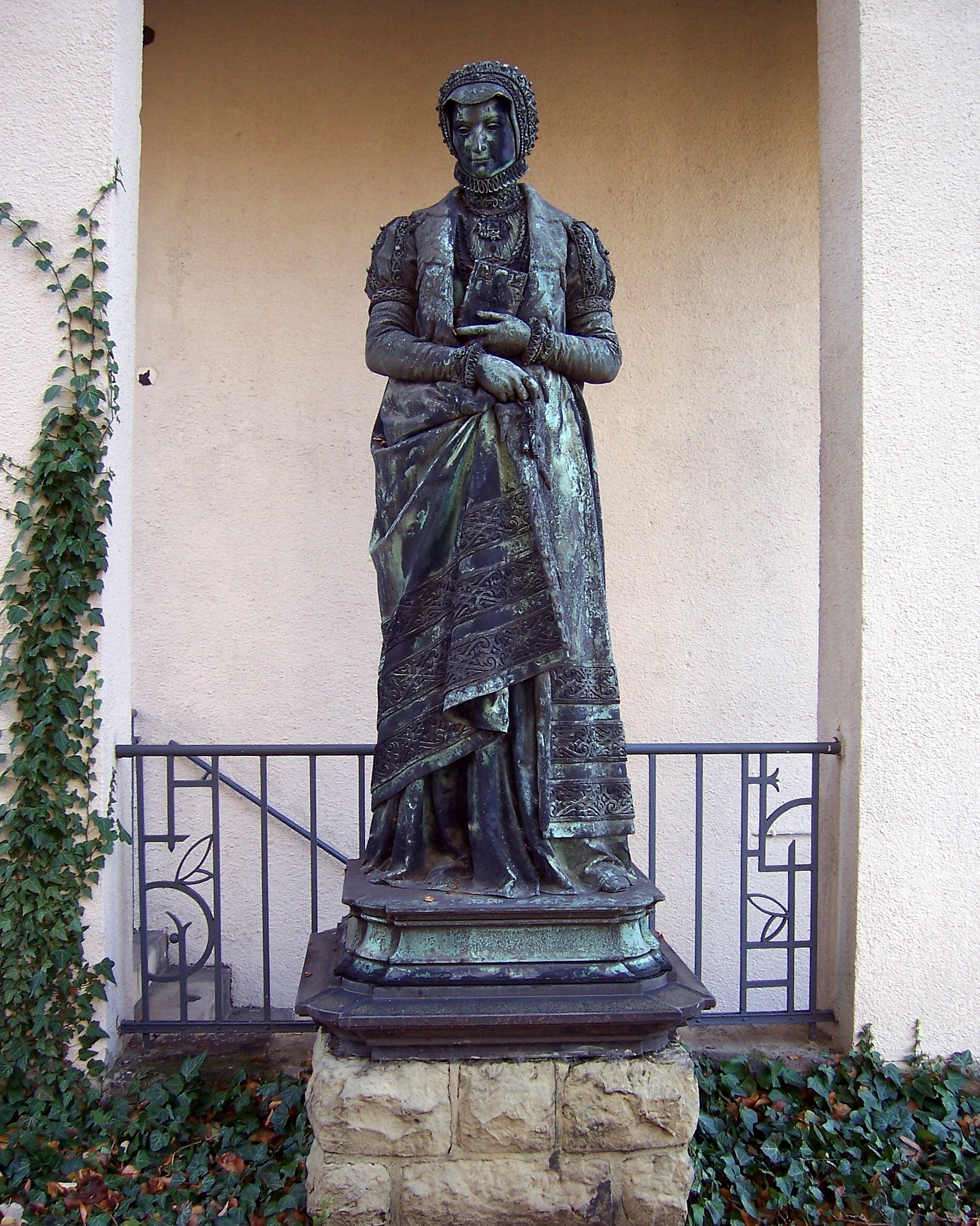
Annendenkmal von Robert Henze, bis 2010 auf dem Alten Annenfriedhof

Der dritte Annenfriedhof wurde trotz heftigen Protests der Bevölkerung ab 1847 auf einem Grundstück am Hahneberg angelegt. Bewohner der zu dieser Zeit bei Touristen und Bauherren beliebten Gegend hatten die Anlage des Friedhofs verhindern wollen, da sich in unmittelbarer Nähe des Grundstücks unter anderem die stark frequentierten Lokale Starckes Garten und Zum Feldschlößchen befanden. Alternativen, wie die Bestattung der Toten der Annengemeinde auf dem Trinitatisfriedhof oder eine Erweiterung des Annenkirchhofs, waren im Vorfeld abgelehnt worden, sodass der dritte Annenfriedhof an der Chemnitzer Straße am 2. Juni 1848 geweiht wurde. Am gleichen Tag fand die erste Beerdigung statt.
Der Friedhof wurde von Christian Gottlieb Spieß entworfen und nach dem Vorbild des Trinitatisfriedhofs als Vierfeldanlage konzipiert. Aufgrund seiner Lage war er auch bei Menschen, die nicht der Annengemeinde angehörten, als letzte Ruhestätte beliebt.
Im Jahr 1863 erfolgte die Erweiterung des Alten Annenfriedhofs und es entstanden der heutige Eingangsbereich und die Gebäude wie Totenhalle, Kapelle und Leichenhaus nach Plänen von Johann Friedrich Eichberg. Wenige Jahre später wurde deutlich, dass auch das erweiterte Areal des Alten Annenfriedhofs für die Annengemeinde zu klein war. Eine weitere Ausdehnung des Grundstücks war nicht möglich; so wurde 1875 der Neue Annenfriedhof als bisher letzter Annenfriedhof der Annengemeinde geweiht.
Während der Bombardierung Dresdens im Februar 1945 wurde der Alte Annenfriedhof zu großen Teilen zerstört. Die erhaltene Kapelle und das Leichenhaus wurden im April 1945 von Bomben getroffen. Teile der Umfassungsmauer und das Totengräberhaus waren schwer beschädigt. In den folgenden Jahren wurden Teile des Friedhofs wiederhergestellt. Das 1869 von Bildhauer Robert Henze geschaffene Standbild der Kurfürstin Anna, das bis 1945 am Denkmalbrunnen vor der Annenkirche gestanden hatte, fand nach 1945 seinen neuen Platz vor der Feierhalle des Alten Annenfriedhofs. Die Kapelle des Alten Annenfriedhofs wurde 2009 neu gebaut. Im Jahr 2010 wurde das Standbild der Kurfürstin Anna vom Friedhof entfernt und 2011 wieder unweit des ursprünglichen Standorts an der Annenkirche aufgestellt.

## Gräber

### Gedenkstätten

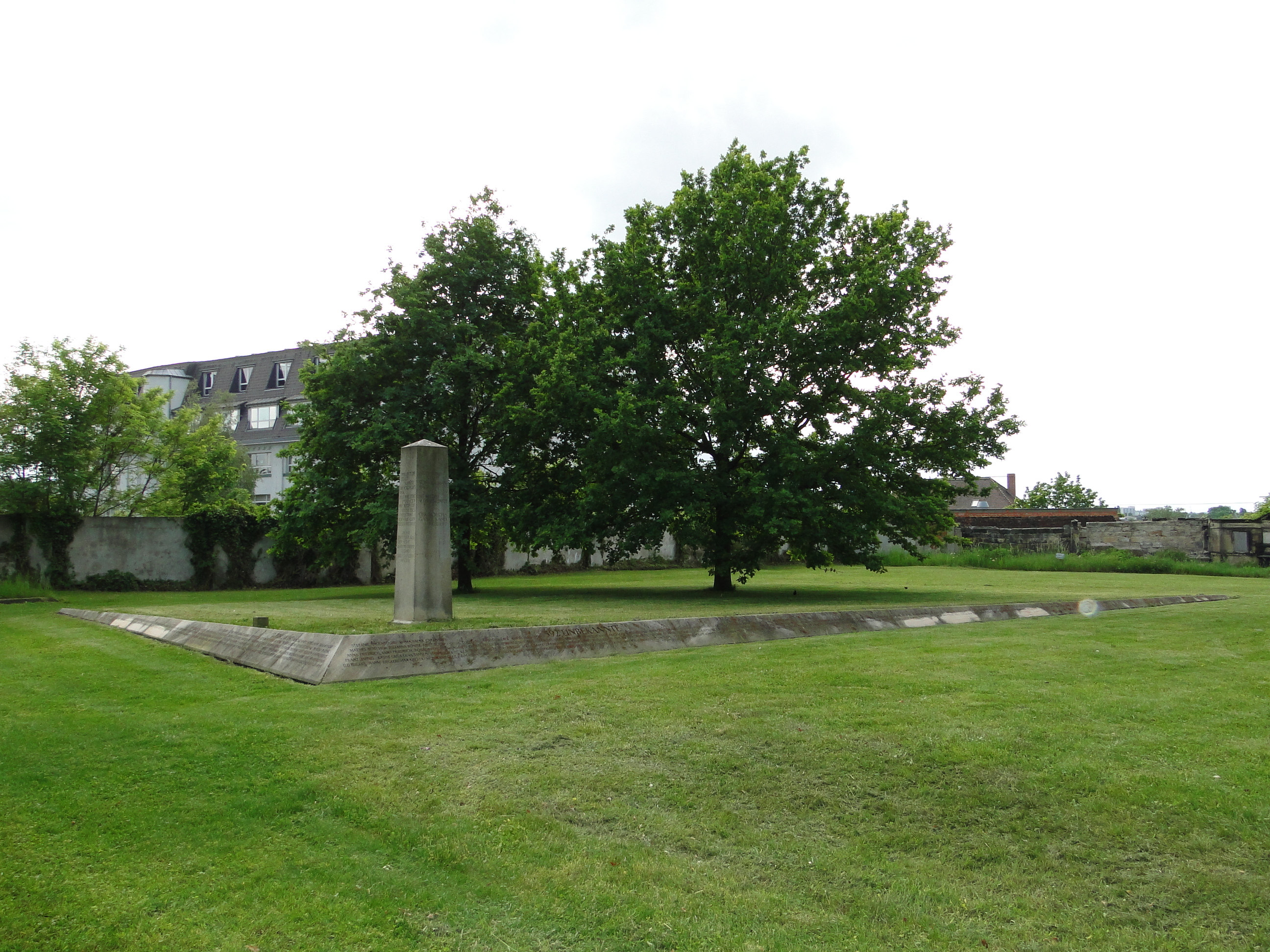
Grab- und Gedenkstätte für 800 Opfer der Bombardierung Dresdens

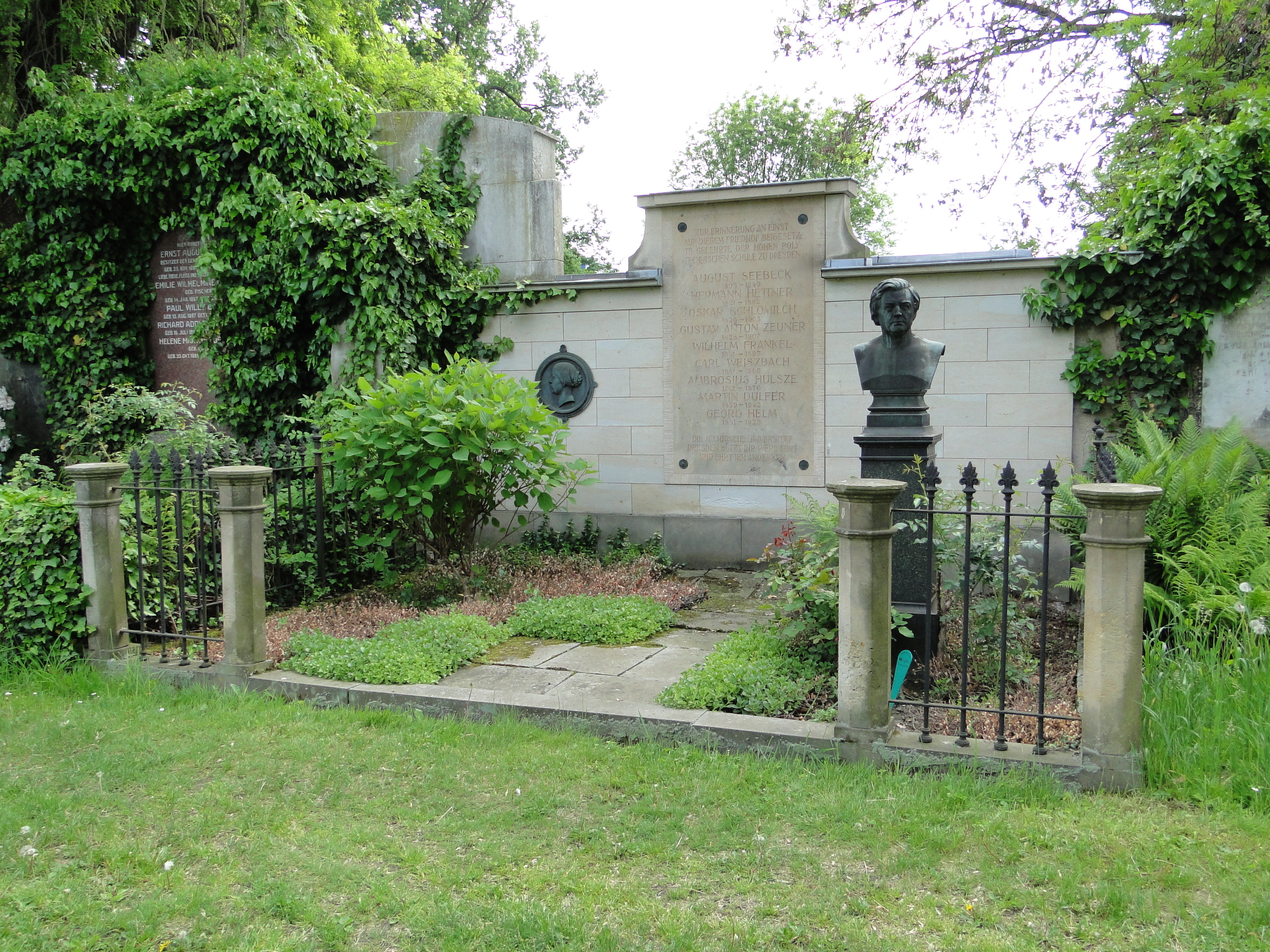
Gedenkstätte für Professoren der TU Dresden

Im Jahr 1849 entstand die erste Gedenkstätte auf dem Annenfriedhof. Ein Obelisk erinnert an 53 Opfer des Dresdner Maiaufstandes.
Ein weiterer Obelisk befindet sich auf einem 2006 neu gestalteten Gräberfeld von mehr als 800 Opfern der Luftangriffe auf Dresden, davon 592 namentlich unbekannte. Die Inschrift des Obelisken lautet: „Wie liegt die Stadt so wüst, die voll Volks war. Alle ihre Tore stehen öde / Wie liegen die Steine des Heiligtums vorn auf allen Gassen verstreut. Er hat ein Feuer aus der Höhe in meine Gebeine gesandt und es lassen walten.“ Kantor Rudolf Mauersberger verwendete diese Zeilen in seiner Motette zur Zerstörung Dresdens Wie liegt die Stadt so wüst ….
Während der Bombardierung Dresdens im Februar 1945 waren zahlreiche Grabmale zerstört worden, so auch Grabstätten von Professoren, die vor 1945 an der nahegelegenen TH Dresden gelehrt hatten. Von 1979 bis 1983 gestaltete die Technische Universität Dresden die verfallene Familiengrabstätte Hettner, in der unter anderem der Professor für Kunstgeschichte Hermann Hettner seine letzte Ruhe gefunden hatte, zu einer Gedenkstätte für acht weitere Professoren, deren Gräber zerstört worden waren, um. Darin aufgenommen wurden zudem Georg Helm und Gustav Zeuner, deren gemeinsame Familiengrabstätte erhalten geblieben war. Zu dieser Zeit war jedoch noch ungewiss, ob das Grab bestehen blieb, da der Teil des Friedhofs eventuell verändert werden sollte. Der Entwurf für die Gedenkstätte stammt von Jürgen Schieferdecker, sie wurde am 15. Oktober 1983 eingeweiht. Die Gedenkstätte ziert eine Büste Hettners vom Bildhauer Ernst Julius Hähnel. Das Medaillon im linken Bereich der Gedenkstätte zeigt Hettners erste Ehefrau und wurde von Ernst Rietschel geschaffen.
Die Gedenktafel trägt die Inschrift: „Zur Erinnerung an die einst auf diesem Friedhof beigesetzten Gelehrten der Hohen Polytechnischen Schule zu Dresden. Die Technische Universität Dresden setzt ihr Werk fort und ehrt ihr Andenken“. Gedacht wird neben Hermann Hettner folgender Akademiker:
- Martin Dülfer (1859–1942), Professor für Architektur
- Wilhelm Fränkel (1841–1895), Professor für Statik
- Georg Helm (1851–1923), Professor für Mathematik (Grab erhalten)
- Julius Ambrosius Hülße (1812–1876), Professor für Mechanische Technologie und Volkswirtschaft
- Oskar Schlömilch (1823–1901), Professor für Mathematik und Mechanik
- August Seebeck (1805–1849), Professor für Physik
- Karl Weißbach (1841–1905), Professor für Architektur
- Gustav Anton Zeuner (1828–1907), Professor für Mechanik und Theoretische Maschinenlehre (Grab erhalten)

### Gräber bekannter Persönlichkeiten

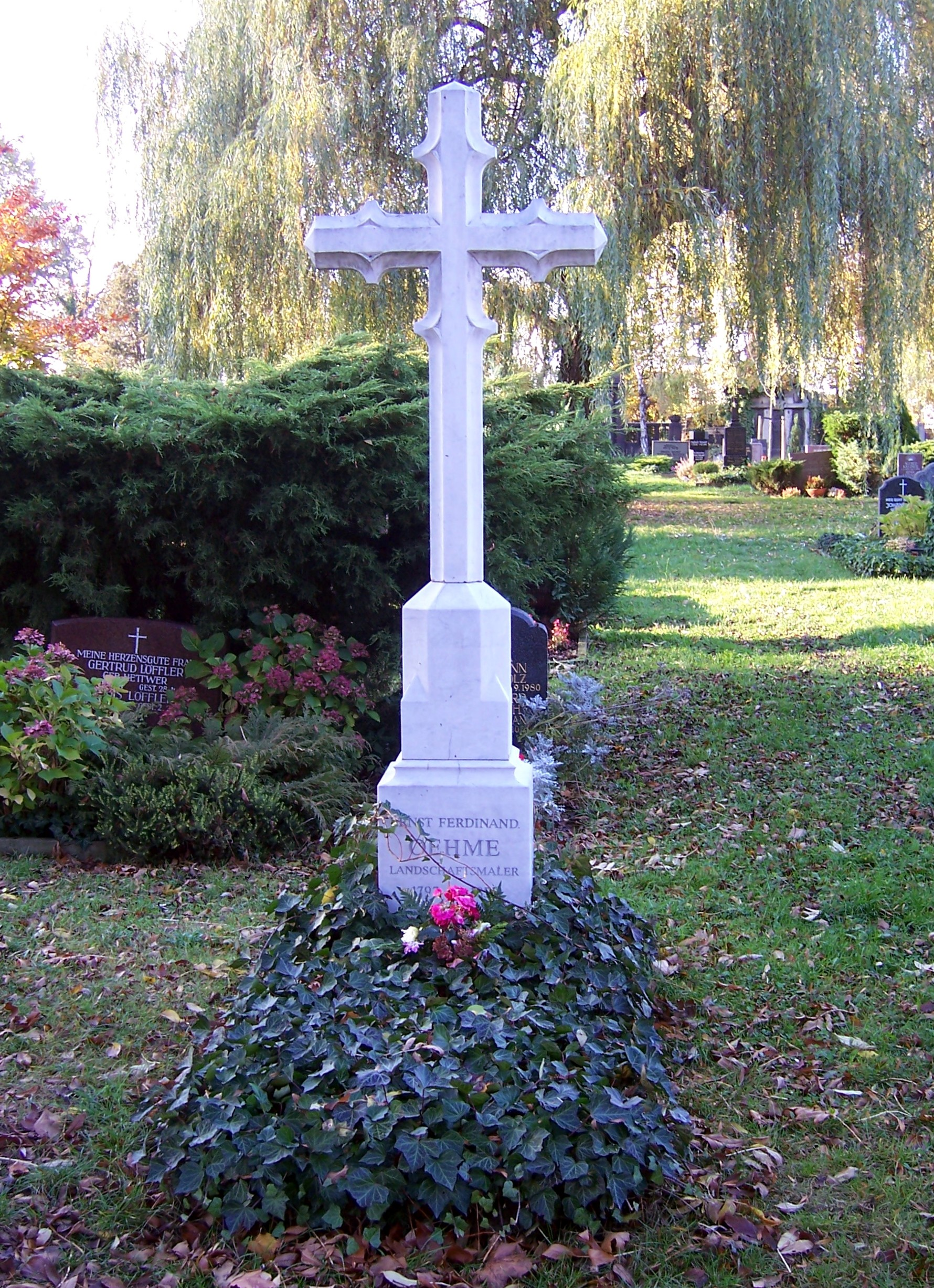
Grab des Malers Ernst Ferdinand Oehme

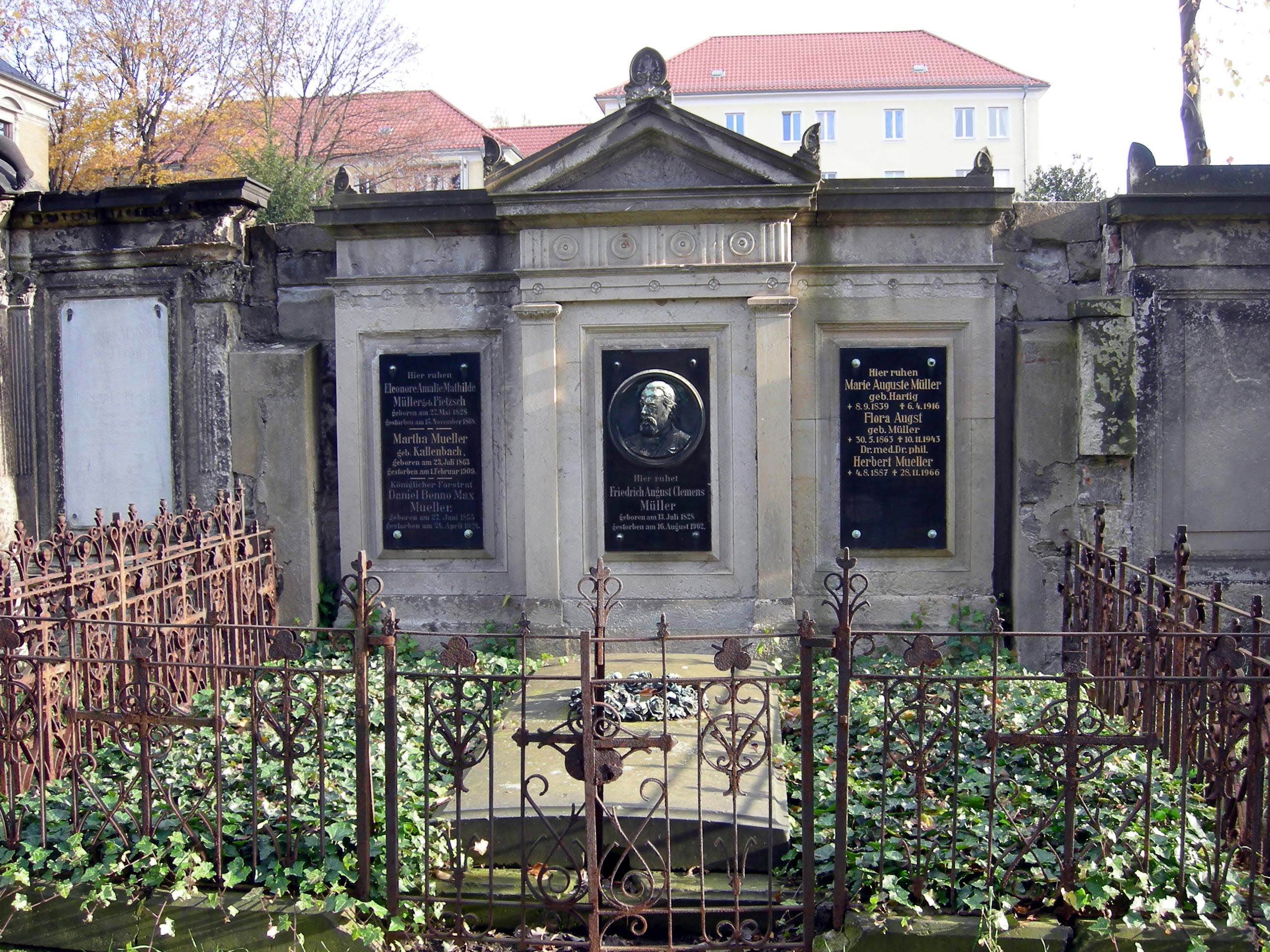
Familiengrab Clemens Müller

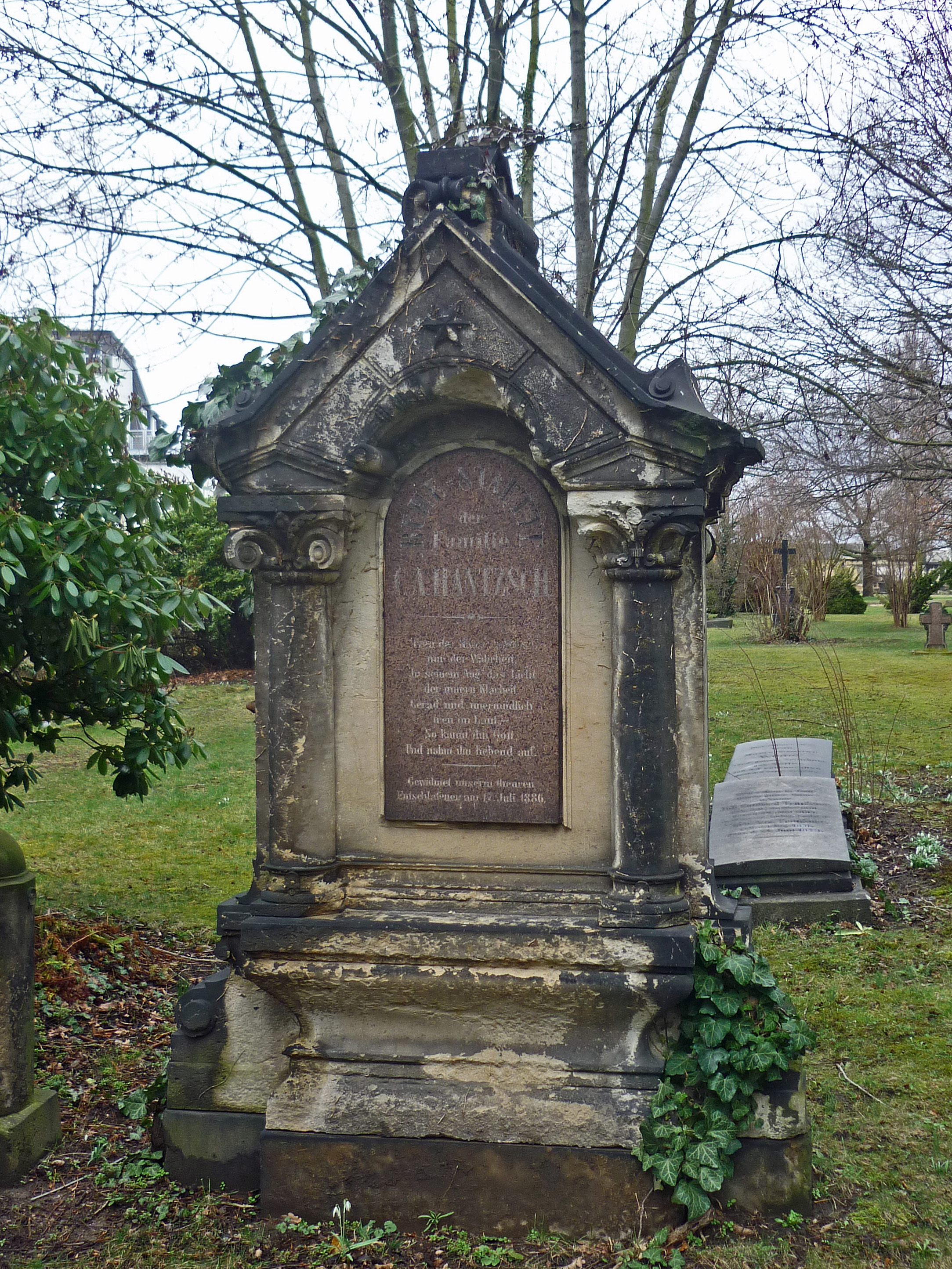
Grabstätte der Familie des Botanikers C. A. Hantzsch (1825–1886)

Auf dem Friedhof ruhen Persönlichkeiten, die zu Lebzeiten regional und überregional Bedeutung erlangt haben. Erhalten sind die Gräber bzw. Grabmale von:
- Johann Karl Ulrich Bähr (1801–1869), Maler
- Woldemar von Biedermann (1817–1903), Goetheforscher
- Friedrich von Boetticher (1826–1902), Kunsthistoriker
- Werner Boie (1901–1978), Wärmetechniker
- Georg von Bothmann (1810–1891), kaiserlich-russischer Hofmaler
- Günther von Bültzingslöwen (1839–1889), Konsul
- Bogumil Dawison (1818–1872), Schauspieler
- Franz Dibelius (1847–1924), Oberhofprediger
- Friedrich Wilhelm Enzmann (1802–1866), Begründer der Dresdner Fotoindustrie
- Dietmar Franke (1938–2007), Politiker
- Bruno Geinitz (1814–1900), Geologe
- Gerhard Geise (1930–2010), Mathematiker
- Ingrid Grohmann (1942–2009), Historikerin
- Heinrich Gudehus (1842–1909), Sänger
- Thekla von Gumpert (1810–1897), Schriftstellerin
- Otto Harlan (1840–1905), Konsul, Landwirt und Bankdirektor, Großvater von Veit Harlan
- Karl Ernst Hartig (1836–1900), erster gewählter Rektor der TH Dresden, Technologe
- Carl Hauer (1847–1905), Hofstuckateur
- Georg Helm (1851–1923), Professor für Mathematik
- Robert Henze (1827–1906), Bildhauer
- Erwin Herlitzius (1921–2013), Philosoph
- Hermann Hettner (1821–1882), Kunst- und Literaturwissenschaftler
- Otto Leonhard Heubner (1812–1893), Jurist, Politiker
- Rudolf Heyn (1835–1916), Architekt
- Ewald Alexander Hoffmann (1838–1899), Generaldirektor der Kgl. Sächs. Staatseisenbahnen
- Emil Höpner (1846–1903), Organist an der Frauen- und Kreuzkirche sowie Musikpädagoge
- Constanze Jacobi (1824–1896), Pianistin
- Johann Friedrich Jencke (1812–1893), Gründer und erster Direktor der Taubstummenschule Dresden
- Georg Kelling (1866–1945), Arzt, Erfinder der Laparoskopie
- Georg Kestner (1805–1892), Archivar
- Carl Köpping (1848–1914), deutscher Maler und Kupferstecher
- Carl Friedrich August Kühnscherf (1808–1879), Gründer der Firma „August Kühnscherf und Söhne“
- Felix von Kunowski (1868–1942), Stenograf, Erfinder der „Wurzelschrift“ bzw. „Sprechspur“ (Lautschrift)
- Konrad Lässig (1927–2007), Architekt
- Friedrich August Leßke (1841–1904), Heimatforscher
- Bertha von Marenholtz-Bülow (1810–1893), Reformpädagogin
- Clemens Müller (1828–1902), Nähmaschinenfabrikant
- Paul Näcke (1851–1913), Psychiater und Kriminologe
- August Nagel (1821–1903), Professor für Geodäsie
- Alfred Neugebauer (1914–2006), Heimatforscher
- Ernst Ferdinand Oehme (1797–1855), Maler
- Minna Planer (1809–1866), Schauspielerin und Frau Richard Wagners
- Hermann Freihold Plüddemann (1809–1868), Maler
- Heinz Pose (1905–1975), Kernphysiker
- Carl Arthur Scheunert (1879–1957), Veterinär
- Karl Heinrich Schier (1802–1869), Privatgelehrter und Arabist
- Familiengrabstätte Schnorr von Carolsfeld
  - Julius Schnorr von Carolsfeld (1794–1872), Maler
  - Ludwig Schnorr von Carolsfeld (1836–1865), Sänger
  - Malvina Schnorr von Carolsfeld (1825–1904), Sängerin
- Franz Schnorr von Carolsfeld (1842–1915), Philologe und Literaturhistoriker
- Alfred Stübel (1827–1895), Dresdner Oberbürgermeister
- Alphons Stübel (1835–1904), Naturforscher
- Pauline Ulrich (1835–1916), Hofschauspielerin
- Eberhard Wächtler (1929–2010), Wirtschaftshistoriker
- Minna Wagner (1809–1866), Schauspielerin, erste Ehefrau von Richard Wagner
- Jutta Walther-Schönherr (1928–2016), Grafikerin
- Gustav Anton Zeuner (1828–1907), Professor für Mechanik und Theoretische Maschinenlehre

### Rekonstruierte und nicht erhaltene Gräber

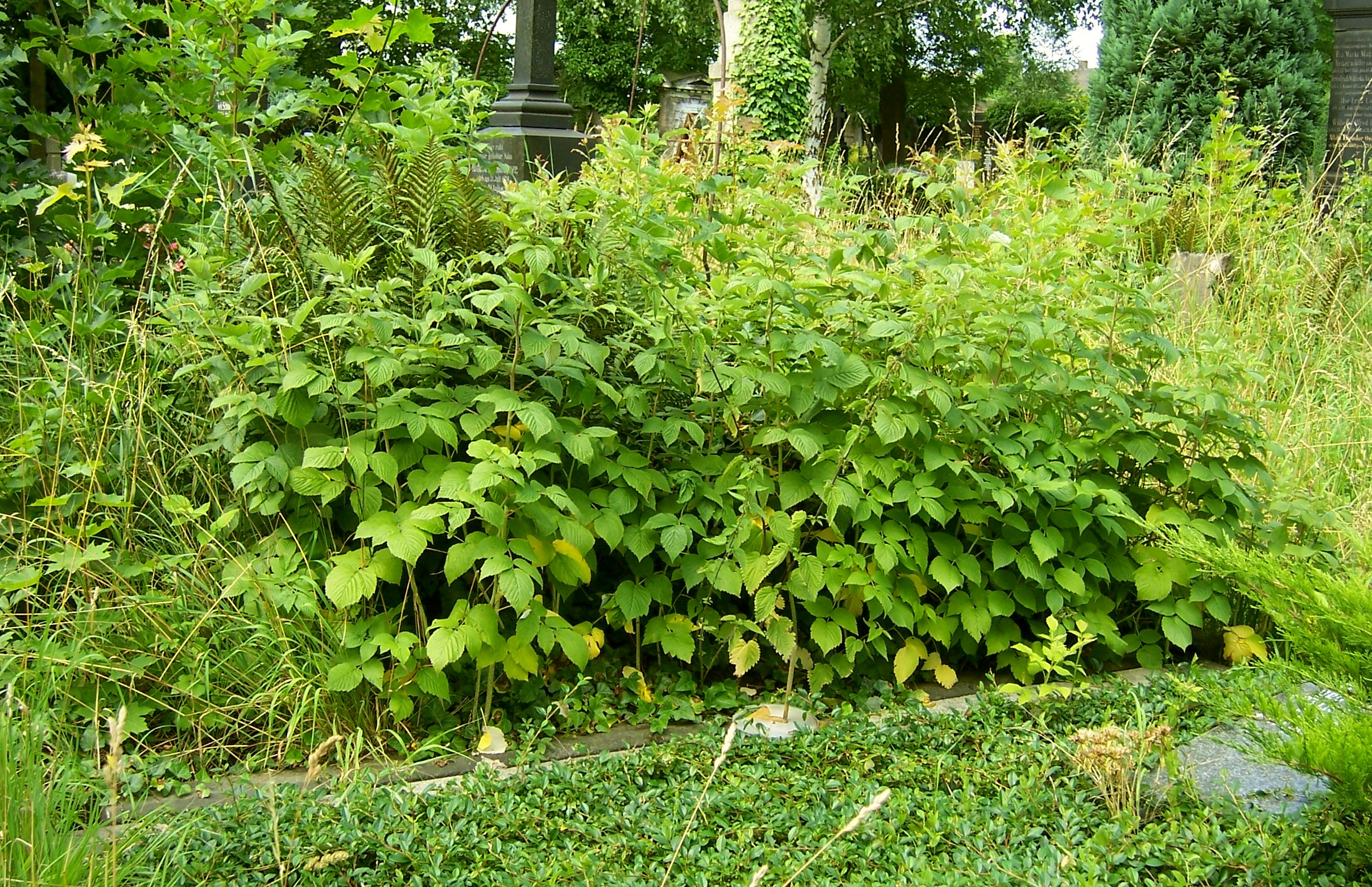
Verfallenes Grab des Bildhauers Robert Henze

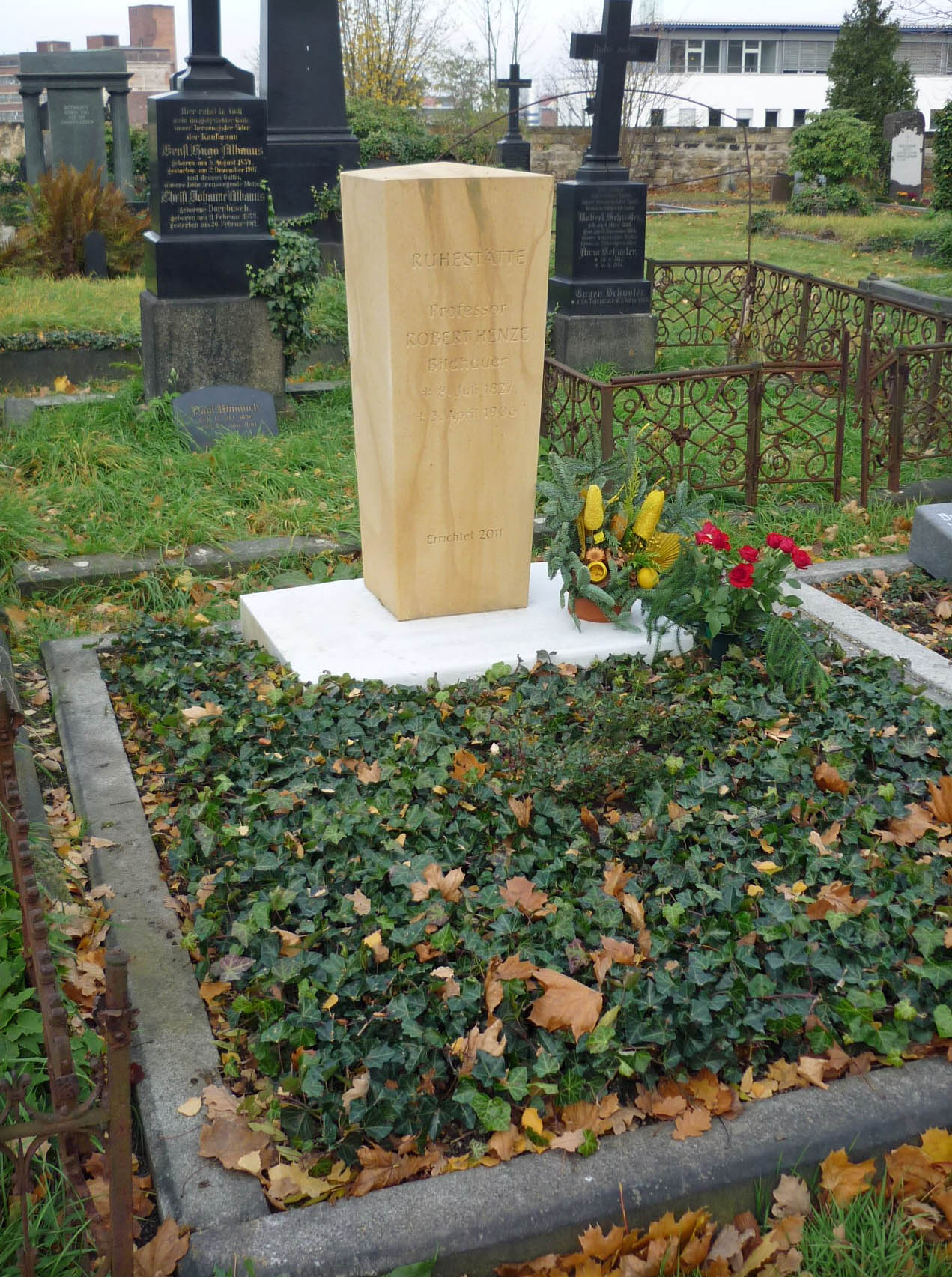
Robert Henzes Grab 2011 mit neuem Grabstein

Auf dem Alten Annenfriedhof befindet sich das Grab des Bildhauers Robert Henze, der unter anderem das Annendenkmal geschaffen hat. Sein Grab zierte eine von ihm geschaffene Bronzeplastik, die eine „entschwebende… Psyche über einem Totenkopf“ darstellte. Die Bronzeplastik ging wahrscheinlich nach dem Zweiten Weltkrieg verloren. Eine Rekonstruktion des als „besonders erhaltenswert“ eingestuften Grabs scheiterte mehrfach; erst 2011 konnte ein neuer Grabstein für Henze errichtet werden. Auch weitere stark beschädigte Grabsteine wurden rekonstruiert, darunter zwischen 2008 und 2012 die Grabstätte des Malers Johann Karl Ulrich Bähr.
Nicht erhalten bzw. inzwischen neu belegt sind die Gräber von:
- Woldemar von Biedermann (1817–1903), Literaturhistoriker
- Emil Devrient (1803–1872), Schauspieler
- Martin Dülfer (1859–1942), Professor für Architektur
- Wilhelm Fränkel (1841–1895), Professor für Statik
- Hermann Großmann (1872–1952), Ökonom
- Grabstätte der Familie Hantzsch:
  - Adolf Hantzsch (1841–1920), Lehrer und Heimatforscher, mit Sohn
  - Viktor Hantzsch (1868–1910), Geograph und Historiker, und nicht erhaltener Gedenkstein für Sohn
  - Bernhard Hantzsch (1875–1911), Lehrer und Arktisforscher
- Julius Ambrosius Hülße (1812–1876), Professor für Mechanische Technologie und Volkswirtschaft
- Max Krenkel (1839–1901), Ehrendoktor der Theologie, Privatgelehrter und Stifter
- Anna Löhn-Siegel (1830–1902), Schauspielerin
- Oskar Schlömilch (1823–1901), Professor für Mathematik und Mechanik
- August Seebeck (1805–1849), Professor für Physik
- Richard Seifert (1861–1919), Chemiker und Unternehmer (im elterlichen Grab, inzwischen beräumt)[9]
- Karl Weißbach (1841–1905), Professor für Architektur